# (500461) 2012 TL213
(500461) 2012 TL213 es un asteroide perteneciente al cinturón de asteroides, descubierto el 21 de agosto de 2006 por el equipo del Spacewatch desde el Observatorio Nacional de Kitt Peak, Arizona, Estados Unidos.

## Designación y nombre
Designado provisionalmente como 2012 TL213.

## Características orbitales
2012 TL213 está situado a una distancia media del Sol de 3,154 ua, pudiendo alejarse hasta 3,689 ua y acercarse hasta 2,619 ua. Su excentricidad es 0,169 y la inclinación orbital 1,495 grados. Emplea 2046,48 días en completar una órbita alrededor del Sol.

## Características físicas
La magnitud absoluta de 2012 TL213 es 16,9. 